# アブドゥッラー・クトゥブ・シャー

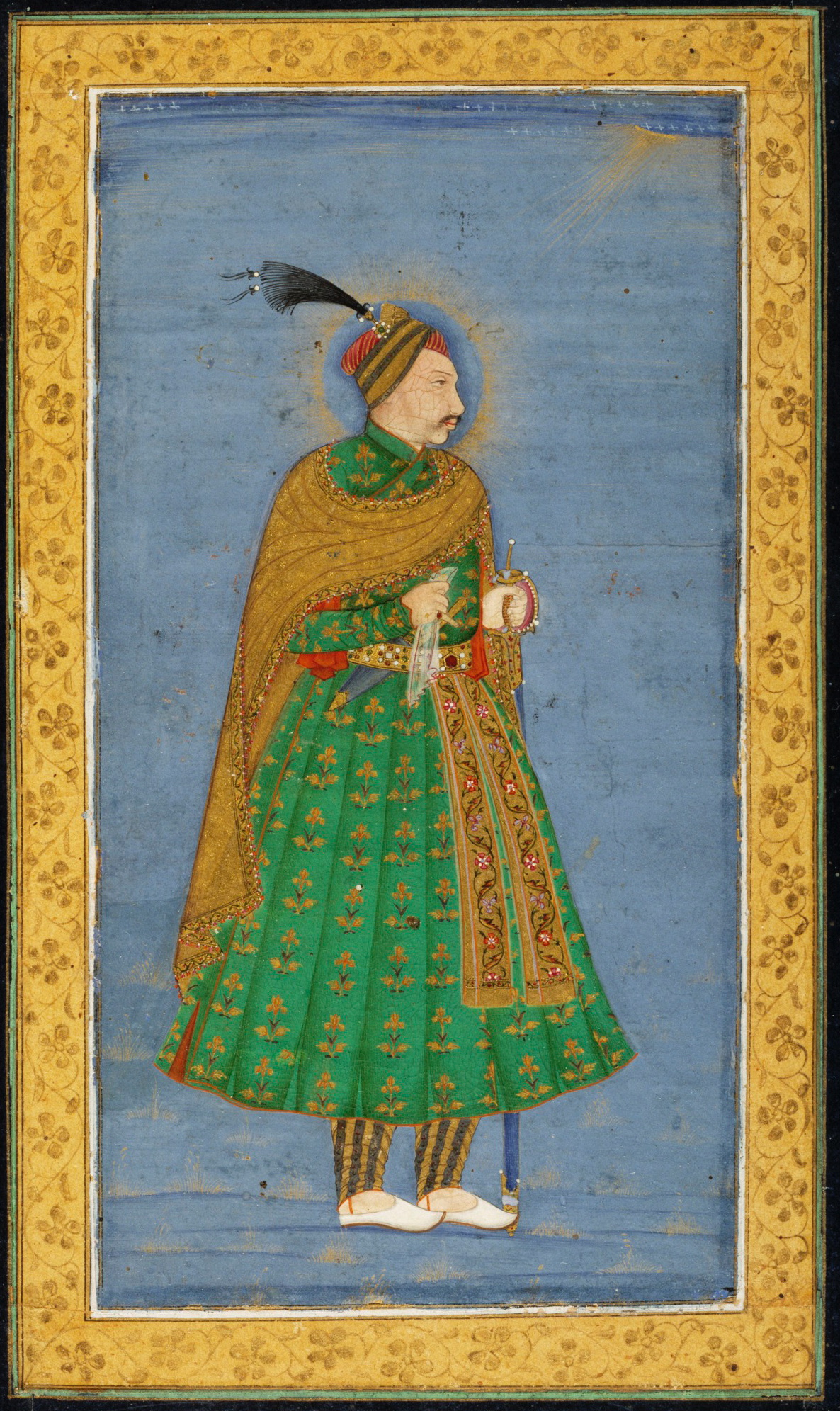
アブドゥッラー・クトゥブ・シャー

アブドゥッラー・クトゥブ・シャー （عبد الله قطب شاه , Abdullah Qutb Shah）（1614年 - 1672年）は、ゴールコンダ王国の第7代の王（在位：1626年 - 1672年）。
スルターン・ムハンマド・クトゥブ・シャーの息子である彼は、12歳の時に王位を継承したが、成人に達するまでは彼の母が王国を統治した。彼の治世中にゴールコンダ王国はヴィジャヤナガル王国に侵入して拡大していたが、1636年（第一次ムガル遠征軍）と1656年（第二次ムガル遠征軍）には強大なムガル帝国の進入により、王国内で戦火を交えることを余儀なくされている。ゴールコンダ要塞は激しい攻撃をうけ、陥落はしなかったものの、休戦のために莫大な賠償金を支払うこととなってしまった。また、ゴールコンダ王国の宰相ミール・ムハンマド・サイード・アルディスターニーが帝国の側についた。
しかし、アブドゥッラー・クトゥブ・シャーはおおむね平穏な人生を過ごしたとされている。